# Anton Ignác Kopsch
Anton Ignác Kopsch psáno též Anton Ignaz Kopsch (20. prosince 1694 Chrastava – 13. března 1775 Liberec) byl český římskokatolický duchovní a děkan v Liberci.

## Život
Narodil se do rodiny Matyase Kopsche (1665–1703), který pocházel pocházel ze Schönfeldu v Horní Lužici blízko Ostřice a do Chrastavy se přiženil. Jeho žena a matka jeho dětí se jmenovala Marie Barbara, rozená Lichtnerová (1659–1742). Matyas Kopsch byl v Chrastavě stolařem a zároveň zdejším radním. Zemřel krátce po osmých narozeninách Antona Ignáce, o něhož, a jeho sourozence se pak starala matka sama. Těžká rodinná situace zřejmě vedla v brzkém věku Antona Ignáce k hluboké religiozitě, co sám uvedl v liberecké farní kronice. Později nechal vystavět svým rodičům pomník na chrastavském hřbitově.

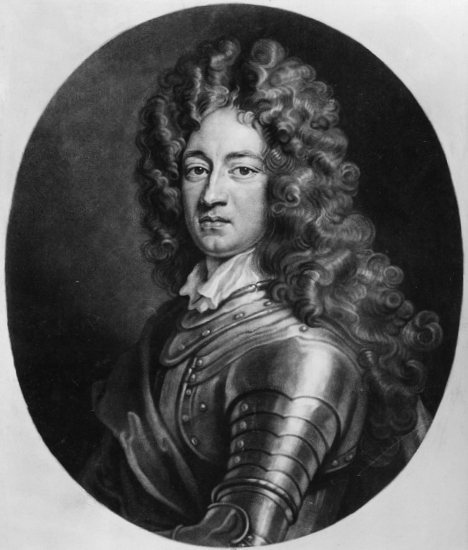
Jan Václav hrabě z Gallasu

Od 1715 působil jako vychovatel v rodině hraběte Jana Václava Gallase. Přestože byl vychovatelskou činností velmi zaměstnán, dozrávalo u něho rozhodnutí věnovat se kněžské dráze. Vedle teologie a filozofie však stačil studovat ještě práva. Teologii na pražské univerzitě absolvoval s titulem SS. Theologiae Baccalureus formatus a právní studia Juris utriusque Candidatus (tituly velmi zhruba srovnatelné se současnými magisterskými). Své absolventské dílo s názvem Perfecta dies Principis (Uplynulé dny stvoření), které dedikoval císaři Karlu VI., slavně obhájil 29. 4. 1719. V témže roce byl vysvěcen na kněze.
Poté zůstal ještě dva roky jako kaplan v pražském gallasovském paláci (palác Clam-Gallasů v Husově ulici). Od  1. srpna 1721 začal působit jako kaplan v Liberci po vedením děkana Tobiase Johanna Körna, který pocházel také ze Schönfeldu stejně jako Kopschův otec. Jako kaplan převzal farní agentu, vedl matriku a později i farní kroniku, která se zachovala. V Liberci získal u lidí značnou oblibu, takže když byl v červnu 1726 povolán na faru do Křižan, vzbudilo to nevoli. V Křižanech se však nestačil ani usadit, a v červenci roku 1726 byl z iniciativy Philippa Josefa Gallase přeložen do Raspenavy jako farář. V Raspenavě působil v letech 1726–1730 a zaujal jako výborný kazatel. Během zdejší činnosti byl roku 1734 zvolen vikářem. Poté byl přeložen do Chrastavy a působil zde v letech 1731–1741.  V květnu 1741, po smrti děkana Johanna Christofa Seidemanna (1683–1741) byl povolán do Liberce jako nový děkan. 11. června 1741 byl uveden do úřadu. Tento slavnostní akt proběhl v metropolitním chrámu sv. Víta v Praze a Kopsche instaloval zdejší kanovník „ctihodný důstojný a vážený pán Jan Ritter, svaté teologie doktor, přísedící konzistoře“. V září 1741 jeho instalaci přijala liberecká městská rada. V roce 1749 byl zvolen budyšínským kanovníkem. Jako děkan v Liberci zůstal až do své smrti.
Zemřel v Liberci v budově děkanství ve věku 80 let. Ve své závěti ještě jednou pamatoval na liberecký „křížový kostel“, jehož velkolepou přestavbu inicioval a to částkou 200 zlatých na výstavbu hřbitovní brány. Protože byl již delší dobu nemocen počítalo se již s jeho nástupcem, který byl instalován pouhých 9 dní po jeho smrti. Stal se jím, na návrh patrona děkanského kostela Christiana Philippa Clam-Gallase, Karel Topiczovský z pražské arcibiskupské konzistoře, někdejší farář v (clam-gallasovských) Klecanech. Kopschovy ostatky byly uloženy v kryptě kostela Nalezení sv. Kříže, do míst pod oltářem sv. Antonína Paduánského.
Zpráva z roku 1863 uvádí, že Kopsch byl pohřben do dubové rakve opatřené řezaným křížem, která ovšem byla pro tohoto „velkého muže příliš krátká, takže jeho kolena byla mírně pokrčena…“. Ve druhé polovině 20. století však byly následkem vandalismu ostatky v kryptě rozmetány. Informace z posledního otevření krypty roku 2010 uvádí, že na základě antropologického ohledání a pramenných informací byla Kopschova lebka identifikována – stále spočívá v místech pod zmíněným oltářem.
Anton Ignác Kopsch byl typickým reprezentantem pozdně barokního duchovního. Následné josefinské reformy, které redukovaly církev do byrokratické státní mašinérie, přisoudily jí téměř výhradně školskou roli a zrekvírovaly majetek, byly těžko slučitelné s Kopschovo nábožensko-hodnotovým nastavením. I v dalších dekádách a staletích zůstal v povědomí jako nepominutelná postava Liberecka.

## Dílo

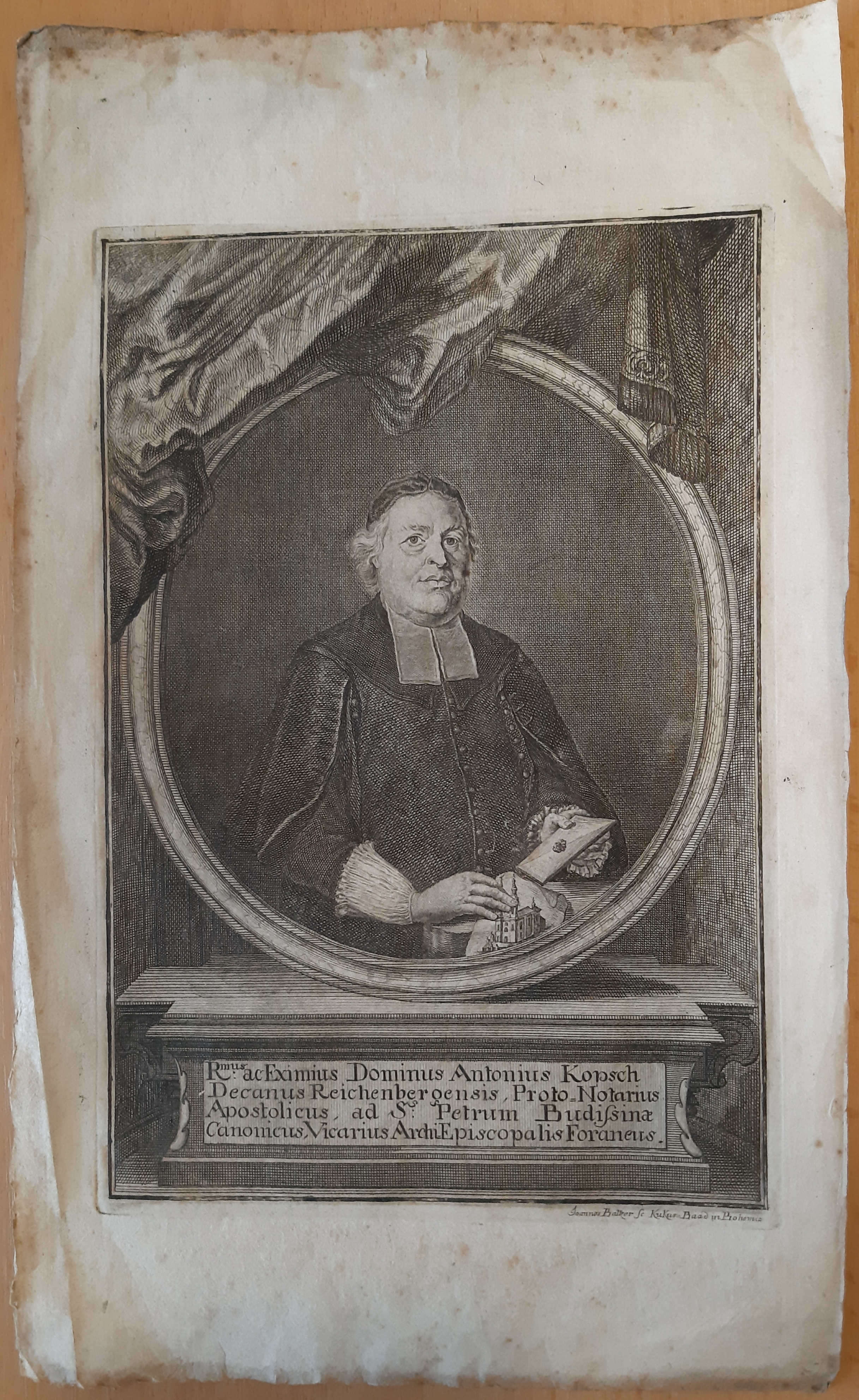
Anton I. Kopsch na pozdně barokní rytině (samostatný foliant), asi 50. léta 18. stol.

V době, kdy přišel do Liberce zuřily války o rakouské dědictví. 13. listopadu 1741 se v okolí Liberce poprvé objevila pruská armáda, která byla vedena generálem Götzem. Záznamy uvádějí střelbu po lidech v lese. V následující sedmileté válce se pak různá vojenská uskupení vyskytovala přímo v Liberci. Patřily mezi ně např. v roce 1742 muži z 54. regimentu prince Karla Alexandra Lotrinského, či dragouni knížete Lichtensteina, oddíly husarů či proslulí uherští panduři barona Trencka. Pro hlavního duchovního Liberce to znamenalo v atmosféře strachu a nedostatku, kromě tlumení vášní z bídné situace také velkou míru diplomacie. Za nejobtížnější období lze považovat tzv. „černý čtvrtek“ 21. dubna 1757, kdy byla jižně od Liberce svedena bitva v níž zvítězili Prusové. Poté, co mnoho libereckých obyvatel prchlo do harcovských lesů, byl do města přesunut špitál pruské armády, do libereckého zámku, zatím co „rakouský“ špitál vznikl za městem, v místech dnešního libereckého Nerudova náměstí. V srpnu 1757 následkem válečného strádání vypukla v Liberci epidemie skvrnitého tyfu. Za oběť jí padlo přes 1400 osob, a to jak vojáků, řady civilistů i duchovních.

### Náboženský život
Kopsch vytvořil z Liberce centrum pozdně barokního náboženského života, „skutečný dům modlitby“ jako středisko duchovního boje k odvrácení tří nejobávanějších hrozeb – války, hladu a moru. V roce 1742 zavedl při kostele sv. Kříže denně slavné ranní a večerní pobožnosti. Rozšířenou mariánskou úctu v době Kopschova působení reprezentovala v Liberci plastika Panny Marie Bolestné. Tuto pietu z cedrového dřeva přivezl František Ferdinand Gallas z Londýna, kde se podle tradice stala původně obětí ikonoklasmu v letech Cromwellovy revoluce. Zpočátku byla umístěna v kapli frýdlantského zámku. V roce 1698 ji Gallasové umístili na oltář nově zbudovaného hřbitovního kostelíka Nalezení sv. Kříže. Kopsch později inicioval velkolepou přestavbu tohoto svatostánku. Tato pieta Mater Dolorosa se stávala stále populárnější a byly jí přisuzovány zázraky. Díky tomu se kostel stal i jedním ze čtyřiceti dvou mariánských poutních míst litoměřické diecéze, jak uvádí práce Franze Johanna Endlera Das soziale Wirken der katholischen Kirche in der Diözese Leitmeritz z roku 1903 a monografie Alfreda Hoppeho Des Österreichers Wallfahrtsorte z roku 1913.
Děkan Kopsch mariánskou úctu v Liberci úzce propojil s pašijovými událostmi, pro bolestný svátek Schmerzemfest získal děkan dokonce papežské schválení. To se stalo základem pro organizaci každoročních slavných procesí, konaných v třetí neděli po Velikonocích od roku 1743. Na dochovaném deskovém obraze z roku 1745 je zachyceno, že se procesí účastnilo přes osm tisíc osob. Náboženského dění v Liberci se účastnili duchovní z obou Lužic i českého vnitrozemí. V Liberci se tak například objevovaly cisterciačky z nedalekého Marienthalu, kanovníci budyšínští a svatovítští z Prahy. Kontakty udržoval Kopsch s jičínskými jezuity, kosmonoskými piaristy či kapucíny z Mnichova Hradiště. Ačkoliv se v té době již zvolna prosazovaly myšlenky osvícenství, Kopschova liberecká procesí se děla ještě plně v intencích barokní zbožnosti s pompézností a teatrálními rysy.

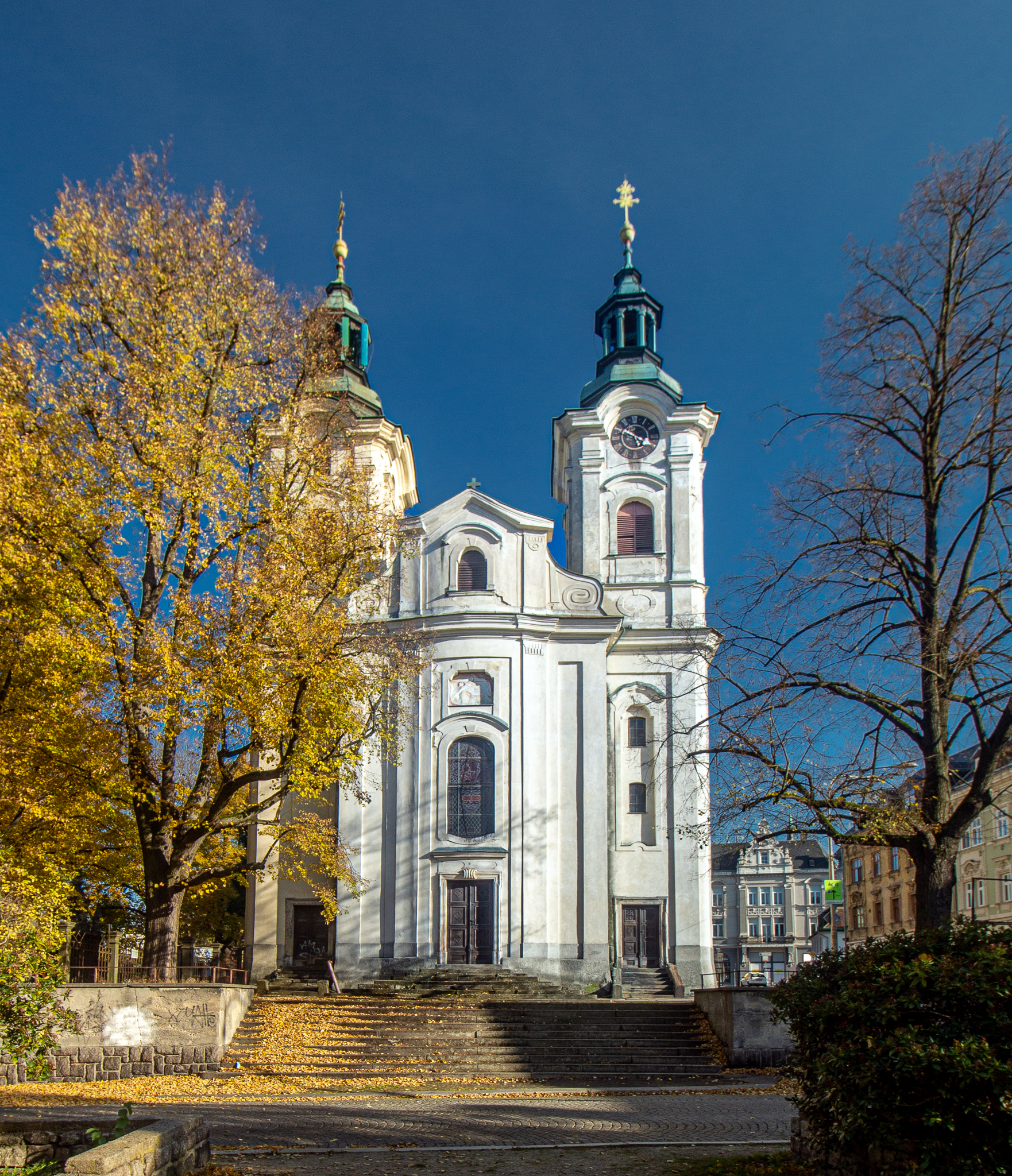
Západní průčelí kostela Nalezení sv. Kříže v Liberci

### Stavební činnost
Další informace: Kostel Nalezení svatého Kříže (Liberec)
Kopsch se projevil nejen jako autoritativní duchovní, ale také jako stavebník, mecenáš a manažer. V rámci pastýřské činnosti se pustil do velkorysé přestavby druhého městského chrámu – kostela Nalezení sv. Kříže. Prostředky na tento projekt dokázal získat z více zdrojů. Byly to jednak prostředky Philippa Josefa Gallase, který pravidelně uvolňoval částky z hospodářských výnosů hraběcích statků a zdarma dodával stavební materiál. Slavná procesí v získávání prostředků na přestavbu kostela ve složitých válečných letech sloužila jako svého druhu reklama, která motivovala sponzory. Ačkoliv se stavební projekt neobešel bez komplikací, je spolu s Kopschem založenou farní knihovnou nejvýraznějším pomníkem jeho libereckého působení.

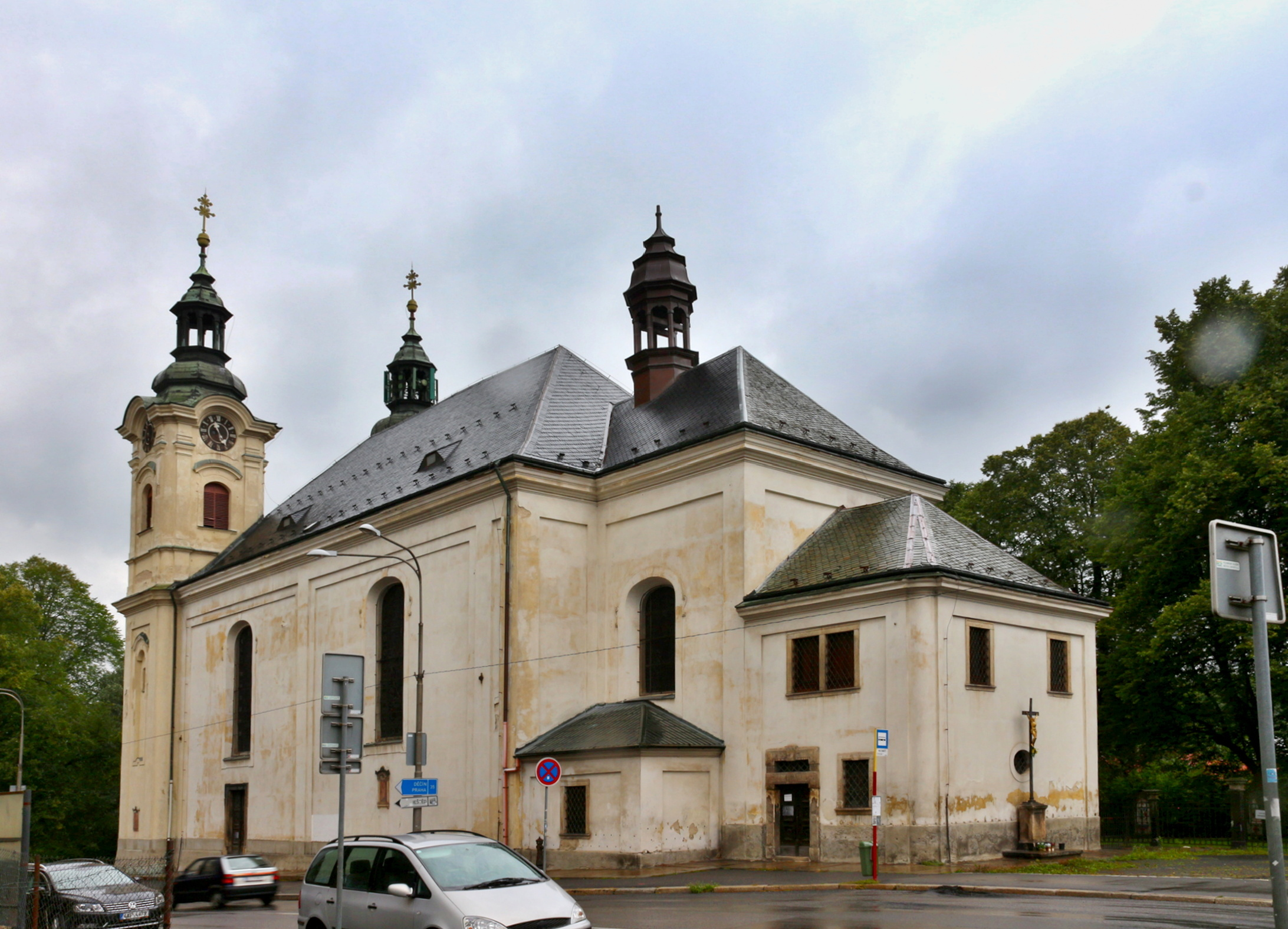
Závěr kostela Nalezení svatého Kříže v Liberci

Stavba původního „křížového kostelíka“ začala v květnu 1695 na místě nedávno zřízeného morového hřbitova. Italský stavitel Marek Antonín Canevalle mu vtiskl půdorys kříže. Měl šest velkých oken, střechu pokrytou šindelem a oplechovanou zvonici. V roce 1698 byl zasvěcen „nalezení svatého Kříže“. V této podobě kostelík setrval do poloviny 18. století, kdy Kopsch realizoval přestavbu. Slavností akt položení základního kamene k přestavbě se konal 16. května 1753. Byl mu přítomen i hrabě Philipp Josef Gallas, jemuž byl kdysi Kopsch vychovatelem. Prameny uvádějí, že slavnosti se účastnil také Gallasův tehdy pětiletý synovec hrabě Christian Philipp Clam, který později jako dědic gallasovských statků přijal rodové jméno Clam-Gallas. Přestavbu prováděl hraběcí stavitel Johann Josef Kunze. Vyprojektoval stavbu jako sálový jednolodní typ, zaklenutý dvěma tzv. českými plackami. Z původní stavby zůstal zachován pouze presbytář, sakristie a podzemní krypta. Přestavba byla dokončena o tři roky později a kostel mohl být 22. srpna 1756 děkanem Kopschem vysvěcen.
V následujících letech byla pražským malířem Janem Václavem Spitzerem vytvořena fresková výzdoba, jíž dominují dva výjevy na klenbě zobrazující nalezení a povýšení sv. Kříže. Kopschovy zásluhy připomíná latinský nápis připomínající, že fresky nechal Anton Kopsch vymalovat roku 1763.

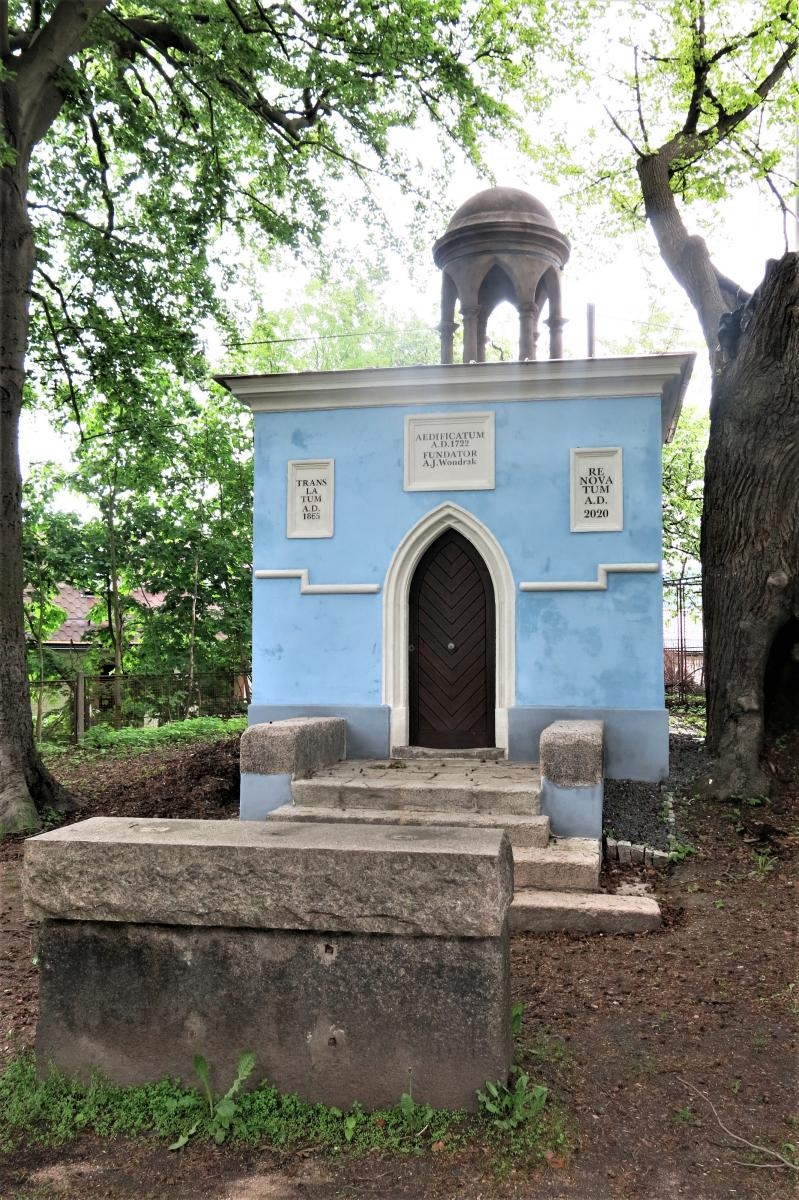
Kaple Božího hrobu u křížové cesty

Pod ciferníkem hodin (které jsou důmyslně propojeny se strojem ve věži kostela) v druhém klenebním poli stojí:
| „ | Ut felix in morte foret bona quaelibet hora, trudit id Antoniu Kopsch opus aere suo. (česky volně: Kéž by ke spáse byla šťastná kterákoliv hodina smrti. Tyto hodiny pořídil na svůj náklad Anton Kopsch.) | “ |

„Svému“ kostelu daroval děkan Kopsch i jeden ze čtyř bočních oltářů, zasvěcený Kopschovu patronu sv. Antonínu Paduánskému, s obrazem světce od Felixe Antona Schefflera vyzdobený plastikami zemských patronů z proslulé kosmonoské dílny sochařů a řezbářů Jelínků. Pod obrazem světce se nalézá nejvzácnější obraz chrámu: Svatá Anna s Pannou Marií a Ježíškem. Na jeho zadní straně stojí, že jej Anton Kopsch zakoupil roku 1757 v Drážďanech jako dílo Albrechta Dürera. Ačkoliv se jedná i mimořádně kvalitní dílo s rysy zaalpské i italské malby z první třetiny 16. století, Dürerovo autorství pozdější expertízy vyloučily.

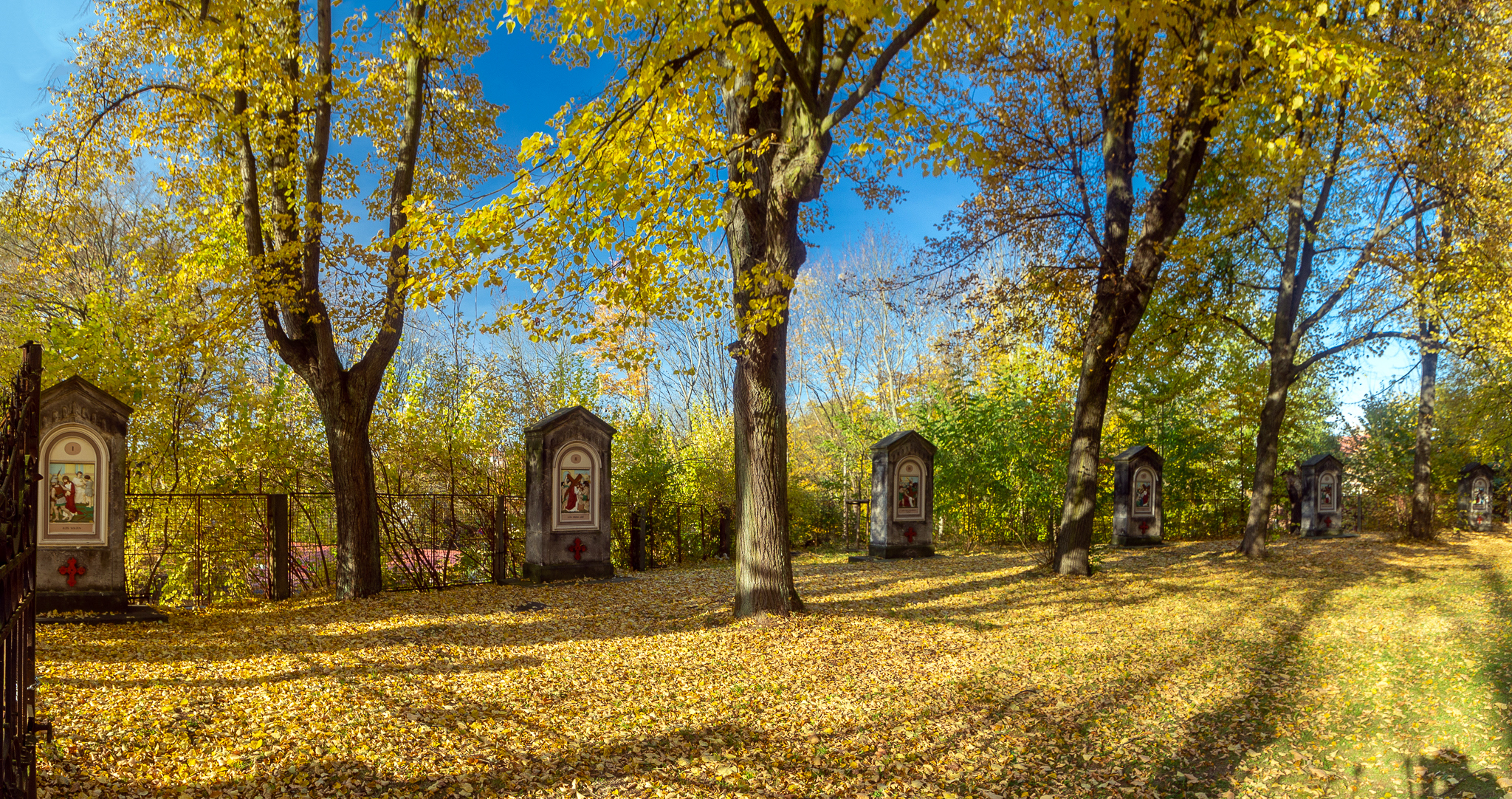
Křížová cesta za kostelem

V prostoru hřbitova při kostele sv. Kříže nechal Kopsch roku 1760 zřídit křížovou cestu, pravděpodobně se i nějakým způsobem podílel na zbudování kopie Božího hrobu, postaveného libereckým obchodníkem se suknem Andreasem Josefem Wondrakem roku 1772. Tento Boží hrob byl v 19. století přenesen na dnešní místo v zahradě „křížového kostela“.
Děkanský kostel sv. Antonína Velikého nechal Kopsch roku 1747 nově vyzdobit a pořídil u libereckého malíře Antona Calvera 12 dnes nezvěstných obrazů apoštolů a jejich umučení.

### Kopschova knihovna

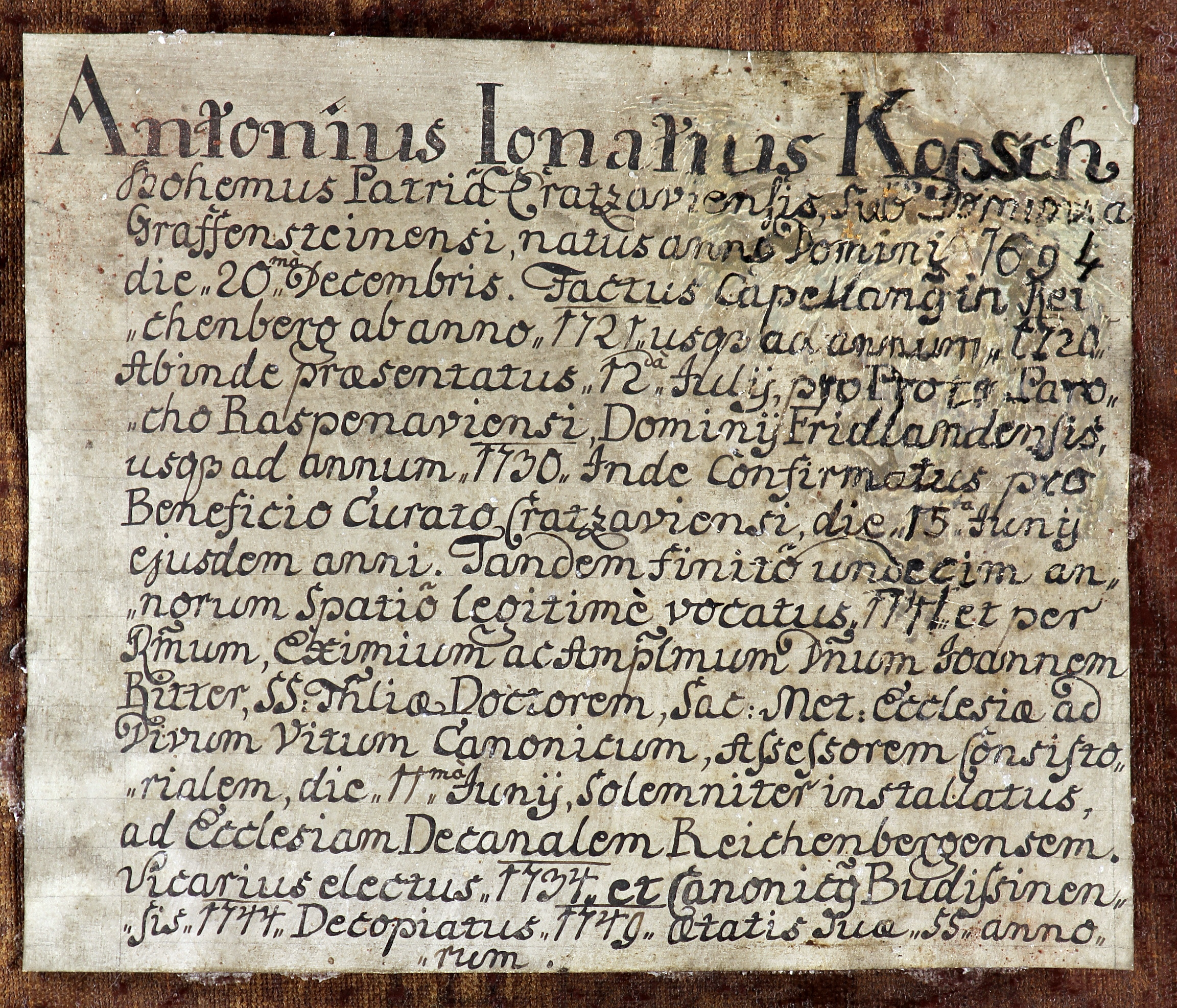
Zadní strana portrétu Antona I. Kopsche

V roce 1759 zřídil děkan Kopsch v prostorách libereckého kostela sv. Kříže novou knihovnu. Ta měla sloužit pro výchovu mladých duchovních, o nichž Kopsch napsal, že mnozí z nich jsou dětmi chudých rodičů, kteří jim knihy nemohli opatřit. Prostor knihovny byl roku 1766 vyzdoben nástropní freskou zobrazující alegorii vědy a náboženství. Knihovna nebyla nikdy v dnešním slova smyslu veřejná, ale ve správě děkanství byla patrně k dispozici také měšťanům.
Tři rozměrné dubové dvojité skříně byly zdobeny řezanými kartušemi s latinským nápisem připomínajícím založení knihovny Antonem Kopschem roku 1759. Převážná většina knih pochází ze 16., 17. a především 18. století. Ačkoliv svým rozsahem nepatří knihovna k největším (okolo 1800 svazků) je pozoruhodná obsahovou různorodostí a především unikátní uceleností. Zůstala po celou dobu své existence uložena v původních barokních skříních, v nichž jsou dosud i originální skleněné výplně. V 19. století byla knihovní místnost ještě doplněna o jednu skříň obsahující soudobé knihy. Knihovna jako celek nebyla z literárně-historického hlediska dosud nikdy komplexně zpracována. Badatelům to nebylo v minulosti ani příliš umožňováno. V roce 2010 se knihovna stala předmětem bádání ze strany Katedry historie TUL. Na podzim 2024 byl týmem archivních pracovníků Biskupství litoměřického pořízen pracovní katalog, na jehož základě mohly být knihy dočasně deponovány v Krajské vědecké knihovně v Liberci. Důvodem je chystaná rekonstrukce historického prostoru knihovny, zvláště Spitzerovy fresky.[chybí lepší zdroj]

### Osobní erb
V erbu děkana Kopsche je podle církevní heraldiky nad štítem a přilbicí umístěn děkanský klobouk se třapci. Ve štítu pak vidíme jeden z pozoruhodných ikonografických symbolů baroka – pelikána, s rozpaženými křídly, vytrhávajícího si maso z vlastního těla, aby nakrmil svá mláďata. Kopschovo zásluhou můžeme tento symbol najít například na hlavním oltáři kostela Nalezení svatého Kříže, nad portálem rochlické fary, ale i na dalších místech Liberecka.
Z hlediska fyzické osobnosti je o Kopschovi referováno jako o muži robustní postavy a autoritativního vzezření.

## Oslavy v roce 2025
V roce 2025 si město Liberec připomíná 250. výročí úmrtí této své výrazné osobnosti 18. století. Ve spolupráci několika institucí vznikl projekt „Liberecký rok děkana Antona Ignáce Kopsche“ s cyklem přednášek, tematickými koncerty, interaktivními prohlídkami „Kopschova“ kostela Nalezení sv. Kříže, pěší poutí na Ještěd a výstavou v Krajské vědecké knihovně. Výstava předvede i některé dosud veřejnosti neznámé artefakty. Budou zde obrazy libereckého procesí ze 40. let 18. století, kdy jeden obsahuje např. vůbec nejstarší vyobrazení Ještědu, nebo restaurovaný obraz samotného děkana Kopsche, či některé barokní tisky z Kopschovy knihovny.